# Stormy Weather (film, 2003)
Pour les articles homonymes, voir Stormy Weather.
Pour plus de détails, voir Fiche technique et Distribution.
Stormy Weather est un  film belgo-franco-islandais réalisé par Sólveig Anspach, et sorti en 2003.
Il a été nommé pour le prix Un certain regard lors du Festival de Cannes 2003.

## Synopsis
Une jeune psychiatre a pris en charge une jeune femme qui ne parle pas, et dont on ignore l'identité. Alors qu'elle s'attache à elle, elle apprend un jour qu'on a découvert qu'elle s'appelle Loa et qu'on l'a ramenée en Islande, où elle décide d'aller la retrouver.

## Fiche technique
- Réalisation : Sólveig Anspach
- Scénario : Sólveig Anspach, Roger Bohbot, Pierre-Erwan Guillaume, Cécile Vargaftig
- Production : les frères Dardenne, Patrick Sobelman
- Pays :  France- Islande- Belgique
- Durée: 91 minutes
- Date de sortie :19 novembre 2003
- Musique : Alexandre Desplat
- Image : Benoît Dervaux
- Montage : Anne Riegel
- Distribution : K-Films Amérique (Québec)

## Distribution
- Élodie Bouchez : Cora
- Didda Jónsdóttir : Loa
- Baltasar Kormákur : Einar
- Ingvar E. Sigurðsson : Gunnar
- Christophe Sermet : Romain
- Nathan Cogan : Grand Père
- Marina Tomé : Mademoiselle Ramirez
- Christian Crahay : Le médecin-chef